# Matthias Blaseck
Matthias Blaseck (* 18. September 1952) war Fußballspieler bei Dynamo Dresden, Stahl Riesa und Wismut Gera. Für alle drei Gemeinschaften spielte er in der DDR-Oberliga, der höchsten ostdeutschen Spielklasse. Er ist mehrfacher Junioren- und Nachwuchsnationalspieler der DDR.

## Sportliche Laufbahn
Als Juniorenspieler bei Dynamo Dresden kam Blaseck 1970 zu acht DDR-Junioren-Länderspielen, in denen er meistens als Außenverteidiger eingesetzt wurde. Obwohl zur Saison 1971/72 für die zweitklassige 2. Mannschaft von Dynamo Dresden nominiert, kam Blaseck in dieser Spielzeit bereits in sechs Oberligaspielen zum Einsatz. Sein Debüt in der höchsten Spielklasse der DDR gab er am 11. Dezember 1971 in der Begegnung des 10. Spieltages Dynamo Dresden – Vorwärts Stralsund (6:0), als er in der 77. Minute eingewechselt wurde. In den folgenden drei Oberligaspielen spielte er jeweils die vollen 90 Minuten als Defensivspieler. Für den Rest der Saison hatte er nur noch am 19. und 20. Spieltag zwei Kurzeinsätze. Daneben kam er im Frühjahr 1972 in zwei Länderspielen der DDR-Nachwuchs-Nationalmannschaft zum Einsatz. Für die Saison 1972/73 wurde Blaseck zwar offiziell in die Oberligamannschaft aufgenommen, bestritt aber kein einziges Oberligapunktspiel.
Von der Saison 1973/74 an spielte Blaseck beim Oberligisten Stahl Riesa. Dort kam Blaseck innerhalb von vier Spielzeiten auf 66 Oberligaspiele. Nach verhaltenem Beginn in seiner ersten Saison mit nur elf Einsätzen erkämpfte er sich danach als rechter Verteidiger einen Stammplatz in der Stahl-Mannschaft. 1977 stieg er mit Stahl Riesa aus der Oberliga ab und bestritt im Herbst 1977 lediglich ein Punktspiel für Riesa in der DDR-Liga.
Im November 1977 wechselte Blaseck zum Oberligaaufsteiger Wismut Gera, der in den letzten fünf Spielen mit seinem überforderten Libero Korn 22 Gegentore kassiert hatte. Vom 9. Spieltag an übernahm Blaseck die Liberoposition, doch auch er konnte mit seinen 15 Punktspieleinsätzen nicht verhindern, dass Wismut Gera am Saisonende mit 17:75 Toren und 6:46 Toren als schlechteste Mannschaft der bisherigen Oberligageschichte nach einem Jahr wieder absteigen musste. Blaseck blieb noch vier weitere Jahre mit Wismut in der DDR-Liga; mit dem Ende der Saison 1981/82 verabschiedete er sich 30-jährig vom Leistungssport.
Matthias Blaseck blieb auch später dem Geraer Fußball erhalten. Noch nach der Jahrtausendwende war er bei der Ü-35-Mannschaft des VfL 1990 Gera als Spieler und Trainer aktiv.